# Antiga Confederação Helvética
A Antiga Confederação Helvética foi a precursora da atual Suíça. A Eidgenossenschaft suíça parou de ser chamada de confederação, uma junção de pequenos estados independentes que existiu entre o século XIII até 1798, quando foi invadida pela República Francesa de Napoleão Bonaparte, transformada na República Helvética, que teve curta duração.

## História
O núcleo dessa confederação foi uma aliança entre as comunidades dos vales nos Alpes Centrais para facilitar as gestões de interesses comum, tais como o comércio livre e assegurar a paz ao longo das importantes rotas comerciais através das montanhas. A Carta Federal de 1291 entre os municípios rurais de Uri, Schwyz e Unterwalden é tradicionalmente considerado o documento de fundação da confederação, embora algumas alianças similares já tivessem existido algumas décadas antes. 

### Crescimento da confederação
Este pacto inicial foi progressivamente aumentando com a adesão das cidades de Lucerna, Zurique e Berna. Estas raras uniões entre comunas urbanas e rurais, que tinham status de vassalos do Sacro Império Romano-Germânico, ocasionou pressões dos duques e reis Habsburgos, que já tinham dominado aquelas regiões anteriormente. Em várias batalhas contra os exércitos dos Habsburgos, os Suíços permaneceram vitoriosos e até conquistaram áreas rurais de Glarus e Zug, que se tornaram membros independentes da confederação.
De 1353 até 1481, essa federação de oito cantões, conhecida em alemão como Acht Orte (Oito lugares), consolidou sua posição. Os membros individuais, especialmente as cidades, expandiram seus territórios até a divisa dos condados dos vizinhos, sobretudo através da compra dos direitos judiciais, porém algumas vezes pela força. O Eidgenossenschaft foi como um todo expandido pela conquista militar. O Aargau foi conquistado 1415, o Thurgau em 1460. Em ambos, os Suíços se beneficiaram de uma fraqueza dos duques Habsburgos. No sul, Uri fez uma expansão territorial que após muitos contratempos levou em 1515 à conquista do Ticino. Nenhum desses territórios se tornou membro da confederação, no entanto eles ganharam o título de condominiums, regiões normalmente administradas por vários cantões. 
Ao mesmo tempo, os oito cantões aumentaram gradualmente a sua influência nas cidades vizinhas e outras regiões através de alianças. Vários cantões individuais (não o Eidgenossenschaft como um todo) concluíram pactos com Friburgo, Appenzell, Schaffhausen, a abadia da cidade de St.Gallen, Biel, Rottweil, Mulhouse, e outros. Estes aliados, chamados de Zugewandte Orte, tornaram-se estreitamente associados à aliança, mas não foram aceitos como membros de pleno direito.
As Guerras da Borgonha permitiram um novo alargamento da união com novos membros. Friburgo e Solothurn foram aceitos em uma aliança em 1481. Na Guerra dos Suabos contra o imperador Maximiliano I, os Suíços novamente saíram vitoriosos e foram isentos da legislação imperial. As anteriormente associadas cidades de Basel e Schaffhausen se juntaram a confederação como resultado direto do conflito. Appenzell entrou em 1513 como o décimo-terceiro membro. Esta federação de treze cantões (Dreizehn Orte) constituiu a antiga confederação suíça até a invasão francesa em 1798.
A expansão da aliança militar foi interrompida com a derrota dos Suíços na batalha de Marignano em 1515. Apenas Berna e Friburgo ainda foram capazes de conquistar o Vaud em 1536, o qual se tornou parte do cantão de Berna, com apenas uma pequena parte sobre jurisdição do Cantão de Friburgo.